# Keyte
Keyte is een Belgisch bier van hoge gisting.
Het bier wordt gebrouwen in Brouwerij Strubbe te Ichtegem. Ter herdenking van het Beleg van Oostende wordt in 2004 Keyte Oostendse Tripel de eerste maal gebrouwen. Vanaf 2007 komt er de Keyte Dobbel-Tripel bij. Beide bieren worden gebrouwen in opdracht van biervereniging “De Oostendse Bierjutters”, lid van Zythos.
Er bestaan 3 varianten:
- Tripel, blond bier met een alcoholpercentage van 7,7%
- Dobbel-Tripel, amberkleurig bier met een alcoholpercentage van 9,2%
- Keyte Kriek magic, fruitbier met een alcoholpercentage van 8,5%